# G.Shettihalli, Pandavapura
G.Shettihalli là một làng thuộc tehsil Pandavapura, huyện Mandya, bang Karnataka, Ấn Độ.